# Carl Maria von Weber
Carl Maria Friedrich Ernest von Weber, nemški skladatelj, * 19. november 1786, Eutin (pri Lübecku), † 5. junij 1826, London.
Weber je bil osrednja osebnost nemške glasbene romantike in je vplival na mnoge generacije skladateljev, vštevši Wagnerja, Liszta in Berlioza. Najbolj je poznan po svojih operah.

## Življenjepis
Carl Maria von Weber se je rodil leta 1786 očetu Franzu Antonu von Webru, kontrabasistu in violinistu, in njegovi drugi ženi. Bil je bratranec Mozartove žene Constanze. Imel je dva starejša brata, ki sta že takrat študirala glasbo na Dunaju. Carl se je spoznaval z glasbo, ko je hodil z očetovim potujočim gledališčem po nemških in avstrijskih deželah. Leta 1796 se je družina naselila v Hildburghausnu, kjer se Carl učil klavir in kompozicijo pri J.P. Heuschkelu. Leta 1789 je bila družina v Salzburgu in Carl je lahko pel v stolnem zboru, ki ga je vodil Michael Haydn, brat Franza Josepha. Opazil je dečkovo nadarjenost in ga vzpodbudil k nadaljnjemu študiju. Že dvanajstleten je napisal šest Malih fug.
Ko so se preselili v München, je Carl nadaljeval študij klavirja in petje. Tedaj je napisal opero Moč ljubezni in vina (Die Macht der Liebe und des Weins), ki pa ni bila nikoli predvajana.
Leta 1801 se je družina vrnila v Salzburg. Carl je napisal opero Peter Schmoll. Spet se je selil, tokrat v Hamburg. Leta 1803 je odšel na Dunaj, kjer je spoznal opata Voglerja, ki ga je imel za svojega edinega pravega profesorja. Leta 1804 je postal vodja orkestra v Breslauu (Vroclav). Ker je bil premlad, je težko vodil orkester, zato je leta 1806 dal odpoved. Nekaj naslednjih let je živel med Stuttgartom in Karlsruhejem, pisal skladbe za klavir in druga glasbila. Leta 1810 in 1812 je napisal dva koncerta, leta 1815 pa še tretjega. Kot vnet domoljub je napisal več samospevov in kantato Boj in zmaga (Kampf und Sieg).
Leta 1816 se je Weber poročil s pevko Caroline Brandt. Začel je pisati opero Čarostrelec (Der Freischütz) in jo končal leta 1820. Pri občinstvu je uspel, kritiki pa so bili hladni. Opero so izvajali po vsej Nemčiji in Avstriji. 
Naporna potovanja so načenjala njegovo zdravje. Napisal je še več oper. Dirigiranje mu je postalo prenaporno, tuberkuloza je napredovala. Zdravniki so mu priporočili počitek. Po naročilu iz Londona je napisal opero Oberon. Končal jo je aprila 1826, premiera je bila v Covent Gardnu. Sam je dirigiral dvanajst ponovitev, odigral pa tudi nekaj koncertov. To ga je tako izčrpalo, da je leta 1826 v Londonu tudi umrl. 
Leta 1844 so truplo prenesli v Dresden, kjer je na grobu spregovoril Richard Wagner.

## Delo

### Opere
- Peter Schmoll in njegovi sosedje, 1802; libreto Joseph Türk
- Silvana, 1810; libreto Franz Carl Hiemer, po besedilu Gozdno dekle
- Abu Hassan, 1811; libreto Franz Carl Hiemer
- Čarostrelec (Der Freischütz) op. 77, 1821; libreto Johann Friedrich Kind
- Die drei Pintos, nastala okoli 1821-1824, posthumno leta 1888, libreto Theodor Hell [Karl Winkler]. Nedokončana. Besedilo je dopolnil Gustav Mahler
- Euryanthe op. 81, 1823; libreto Helmina von Chézy
- Oberon ali The Elf-Kings Oath, 1826 ; libreto James Robinson Planché, po besedilu Christopherja Martina Wielanda

### Klavirski koncerti
- Klavir in orkester št. 1 v C-duru op 11 J. 98 (1810)
- Klavir in orkester št. 2 v E duru op 32 J. 155 (1812)
- Fagot in orkester v F-duru op 75, J. 127 (1811 / popravljen 1822)
- Klarinet in orkester št. 1 v f-molu, op 73. J. 114 (1811)
- Klarinet in orkester št. 2 v Es-duru, op 74. J. 118 (1811)
- Veliki potpuri za violončelo in orkester v D-duru op.20 J. 64 (1808)
- Koncertino za klarinet in orkester v E duru, op 26. J. 109 (1811)
- Koncertino za rog in orkester v e-molu, op 45. J. 188 (1806 / obnovljeno 1815)
- Koncertni odlomek za klavir in orkester v f-molu, op 79 J. 282 (1821)
- Romanca Siciliana za flavto in orkester J. 47 (1805)
- Šest variacij na temo Schüsserl in Reind'rl za alt violo in orkester J. 49 (1806 1800/revidiran)
- Andante in Rondo Ungarese za alt violo in orkester J. 79 (1809)
- Variacije za violončelo in orkester v d-molu, J. 94 (1810)
- Adagio in Rondo za harmonij in orkester v F-duru, J. 115 (1811)
- Ungarese Andante in Rondo za fagot in orkester v c-molu, op 35 J. 158 (1813) revizija J. 79

### Ostale skladbe
Njegove številne uverture so zaradi pestrosti instrumentacije vplivale na razvoj simfonične pesnitve.
Napisal je več kot 90 solističnih pesmi, številne večglasne pesmi in kanone, kot tudi duete s kitaro ali klavirjem. 
Napisal je dve maši: Maša številka 1 v Es-duru, (Freischutzmesse) (1818) in Maša številka 2 v G-duru, op 76. (Jubelmesse) (1818-1819) in dve simfoniji.